# Alexander Payne
Constantine Alexander Payne (Omaha, 10 februari 1961) is een Amerikaans filmregisseur.
Payne studeerde geschiedenis en Spaanse literatuur aan Stanford University en behaalde in 1990 zijn Masters of Fine Arts aan de Universiteit van Californië in Los Angeles.
Zijn regiedebuut was Citizen Ruth uit 1996, een satirische film over abortus. Voor zijn volgende film, de zwarte komedie Election (1999), werden Payne en medescenarist Jim Taylor genomineerd voor een Academy Award voor beste aangepaste script. In 2003 ontvingen Payne en Taylor een Golden Globe voor beste aangepaste script voor About Schmidt. Hij won een Golden Globe en een Oscar voor het scenario van de film Sideways uit 2004. Voor zijn film Nebraska uit 2013 won hij een Tiger Award tijdens het International Film Festival Rotterdam.
Payne huwde actrice Sandra Oh op 1 januari 2003. Het huwelijk werd op 21 december 2006 ontbonden.

## Filmografie

### Regie (speelfilms)
- Citizen Ruth (1996)
- Election (1999)
- About Schmidt (2002)
- Sideways (2004)
- Paris, je t'aime (2006)
- The Descendants (2011)
- Nebraska (2013)
- Downsizing (2017)
- The Holdovers (2023)